# 조반니 스키아파렐리

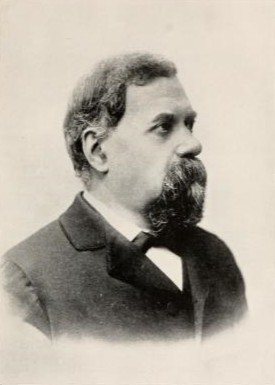

조반니 비르지니오 스키아파렐리(Giovanni Virginio Schiaparelli, 1835년 3월 14일 ~ 1910년 7월 4일)는 이탈리아의 천문학자이다.
밀라노에 있는 브레라 천문대장을 역임했다. 운석과 쌍성에 관한 연구를 했으며, ‘화성의 운하’를 발견했으며(1877), 헤스페리아 소행성도 발견했다(1861).